# Anna Wintour Costume Center
Le Anna Wintour Costume Center (littéralement : Centre du costume Anna-Wintour) est une aile du  Metropolitan Museum of Art où sont exposées depuis 2014 les collections du Costume Institute (Institut du costume). Le centre porte le nom d'Anna Wintour, actuelle éditrice en chef de Vogue, directrice artistique de Condé Nast, et présidente du Met Gala (aussi appelé « Met Ball ») depuis 1995.
Le fonds est doté par Lizzie and Jonathan Tisch.
Depuis août 2017, le conservateur du Costume Institute est Andrew Bolton.

## Genèse et développement

### Fondation par les sœurs Lewisohn
En 1902, les riches philanthropes Irene et Alice Lewisohn se portent volontaires auprès de l'Henry Street Settlement House de New York, un centre communautaire fournissant protection sociale et sanitaire aux familles immigrées. Alice, qui jouait elle-même dans des pièces, enseigne le théâtre, tandis qu'Irène produit des spectacles de danse. En 1914, les sœurs achètent un terrain au coin de Grand et Pitt Streets et en font donation à la Settlement House pour qu'elle y construise un nouveau théâtre. Le Neighborhood Playhouse ouvre en 1915.
Dans les années 1920, le théâtre emploie des comédiens professionnels et reste connu pour ses productions expérimentales et pour sa revue The Grand Street Follies. Lors de son apprentissage de 1915 à 1924, la décoratrice de théâtre Aline Bernstein s'y exerce à la conception de costumes et de décors.
Le théâtre ferme en 1927, mais la troupe continue de produire des pièces à Broadway, sous la direction de Helen F. Ingersoll. En 1928, avec l'aide de Rita Wallach Morganthau, les Lewisohns installent la Neighborhood Playhouse School of the Theatre sur la East 54th Street. Cette école propose une formation au métier d'acteur et de comédien sur deux ans d'apprentissage du théâtre classique et de la danse à des fins professionnelles.

### Le musée du Costume
Grâce à ces années passées à diriger une école de théâtre et à produire des pièces, les philanthropes accumulent un certain corpus de connaissances sur les jeux scéniques, la production théâtrale, la conception de costumes et de décors, et la scénographie. En 1937, Irene Lewisohn ouvre un espace consacré à sa bibliothèque, le Museum of Costume Art, sur la Cinquième Avenue. Aline Bernstein en devint la première présidente et Polaire Weissman la première directrice exécutive.
En 1946, le musée déménage au premier étage du Metropolitan Museum of Art, et devient le Costume Institute. En 1959, un département de conservation lui est consacré dans le musée. Le Met accueille aujourd'hui la bibliothèque de l'histoire du costume de Irene Lewisohn (Irene Lewisohn Costume Reference Library).
Depuis 1946, avec l'aide de la publiciste de mode Eleanor Lambert, l'Institut accueille le bal annuel du Met Gala, afin de récolter des fonds pour son fonctionnement.

### Fusion avecle Brooklyn Museum

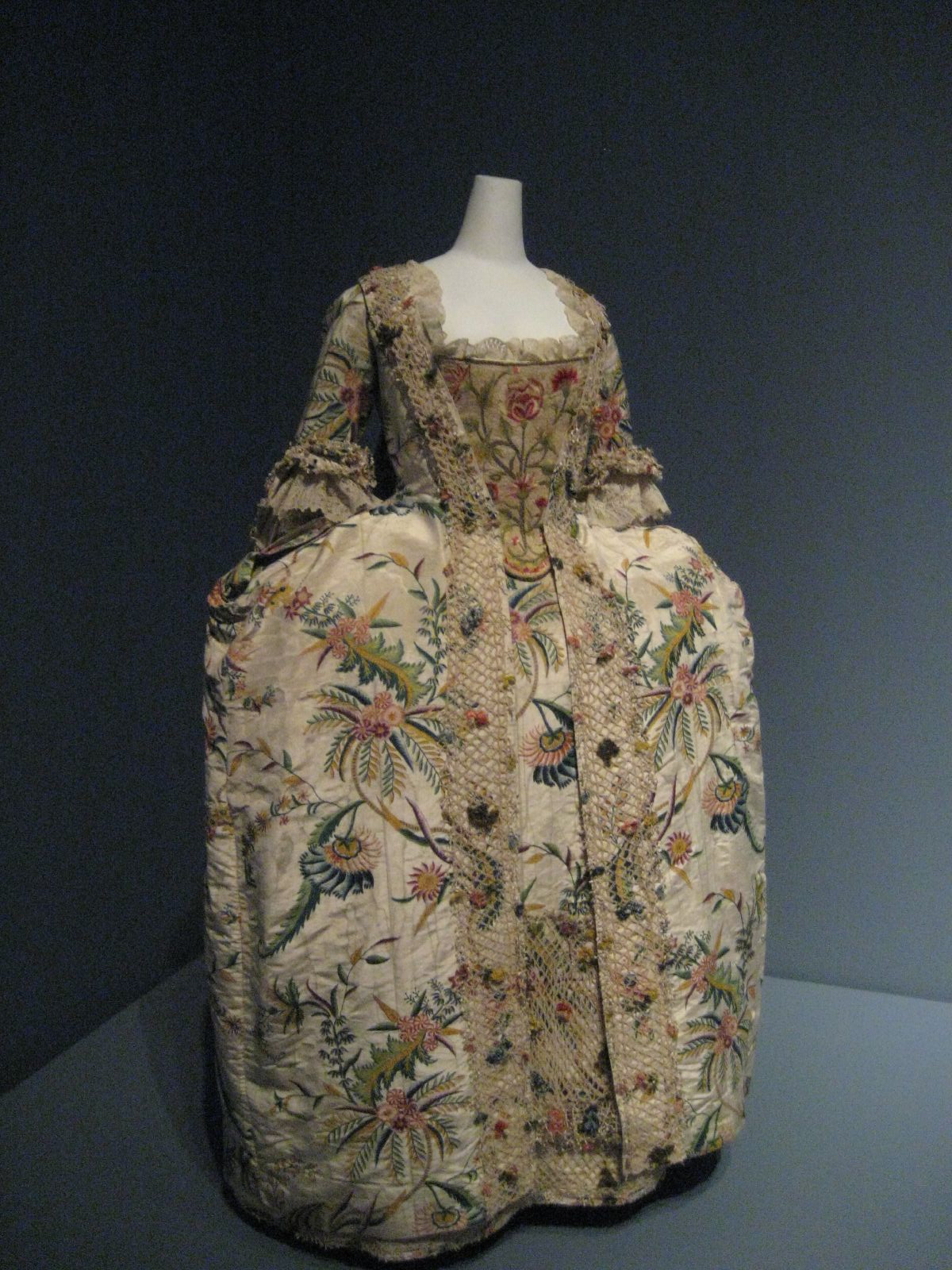
Robe à la française, années 1740, présentée à l'une des expositions du Costume Institute.

En 2008, l'American Costume Collection du Brooklyn Museum fusionne avec l'Institut du costume, entreprise qui s'avère intéressante d'un point de vue économique après des années de collaboration fructueuse entre les deux institutions. La collection du Brooklyn Museum, plus ancienne, est constituée de donations privées de personnalités de la haute société de New York, dont la première est celle d'une robe de crêpe crème de 1892, portée par Kate Mallory Williams à sa remise de diplôme du séminaire de Brooklyn Heights, et donnée en 1903.
Avant la fusion, 23 500 objets de la collection du Brooklyn Museum sont déjà numérisés et partagés par les deux institutions. À l'époque de la fusion, la collection de costume du Met consiste en 31 000 objets d'une période ultérieure au XVIIe siècle. L'exposition de 2014 Charles James: Beyond Fashion, portant sur le travail de Charles James, créateur britannique et importante figure de la mode new-yorkaise des années 1940 et 1950, présente un grand nombre de pièces issues de la collection du musée de Brooklyn.

### Inauguration de l'aile du MoMa en 2014
Le Centre est inauguré au Metropolitan Museum of Art le 5 mai 2014 en présence de la première dame des États-Unis Michelle Obama. De nombreuses célébrités sont également présentes à l'ouverture, telles que Sarah Jessica Parker, Diane von Fürstenberg, Tory Burch, Zac Posen, Ralph Lauren et Donatella Versace,,,.

### Depuis 2015
Le 8 septembre 2015, Harold Koda (en) quitte son poste de conservateur en chef de l'Institut du costume. Andrew Bolton, qui occupait depuis 2002 le poste d'assistant conservateur et depuis 2006 celui de conservateur auprès du Costume Institute est annoncé comme son remplaçant.

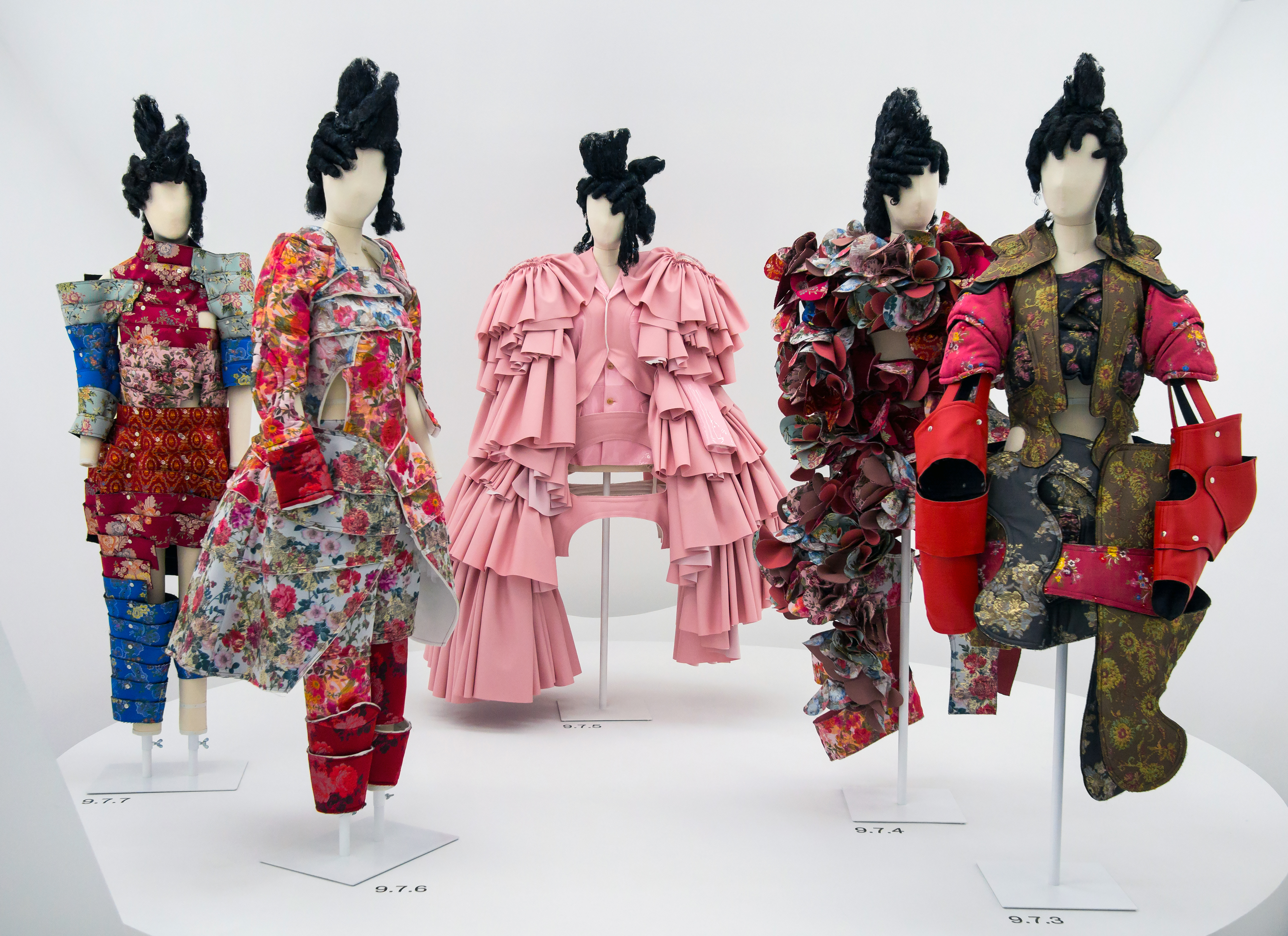
Rei Kawakubo / Comme des garçons.

L'exposition de 2015 China: Through the Looking Glass devient l'exposition la plus visitée de l'histoire de l'Institut du costume, avec 815 992 visiteurs, et la cinquième exposition la plus visitée de l'histoire du Metropolitan Museum. Alexander McQueen: Savage Beauty devient la seconde exposition la plus visitée de l'Institut avec 661 509 visiteurs, se plaçant à la neuvième place parmi les expositions les plus fréquentées de l'histoire du Met.
En mai 2017, l'exposition Rei Kawakubo/Comme des Garçons: Art of the In-Between met en avant le travail de la créatrice Rei Kawakubo, et devient la première exposition de l'Institut, depuis 1983, à mettre en scène une créatrice encore vivante

## Liste des expositions
- 1971–1972 : Fashion Plate (octobre 1971 – janvier 1972)[17],[18]
- 1972–1973 : Untailored Garments (janvier–juillet 1972)[19],[20]
- 1973–1974 : The World of Balenciaga (mars-septembre 1973)[21]
- 1974–1975 : Romantic and Glamorous Hollywood Design (novembre 1974 – août 1975)[18],[22]
- 1975–1976 : American Women of Style (décembre 1975 – août 1976)[18],[23]
- 1976–1977 : The Glory of Russian Costume (décembre 1976 – août 1977)[18],[24],[25]
- 1977–1978 : Vanity Fair: A Treasure Trove (décembre 1977– septembre 1978)[18],[26]
- 1978–1979 : Diaghilev: Costumes and Designs of the Ballets Russes (novembre 1978 – juin 1979)[18]
- 1979–1980 : Fashions of the Habsburg Era: Austria-Hungary (décembre 1979 – août 1980)[18],[27]
- 1980–1981 : The Manchu Dragon: Costumes of China, the Chi'ng Dynasty (décembre 1980 – août 1981)[18]
- 1981–1982 : The Eighteenth-Century Woman (décembre 1981 – septembre 1982)[18],[28],[29]
- 1982–1983 : Le Belle Époque (décembre 1982 – septembre 1983)[18],[30]
- 1983–1984 : Yves Saint Laurent: 25 Years of Design (décembre 1983 – septembre 1984)[18],[31]
- 1984–1985 : Man and the Horse (décembre 1984 – septembre 1985)[18],[32]
- 1985–1986 : Costumes of Royal India (décembre 1985 – août 1986)[18],[33]
- 1986–1987 : Dance (décembre 1986 – septembre 1987)[18],[34]
- 1987–1988 : In Style: Celebrating Fifty Years of the Costume Institute (novembre 1987 – avril 1988)[18],[35]
- 1988–1989 : From Queen to Empress: Victorian Dress 1837–1877 (décembre 1988 – avril 1989)[18],[36]
- 1989–1990 : The Age of Napoleon: Costume from Revolution to Empire, 1789–1815 (décembre 1989 – avril 1990)[18]
- 1990–1991 : Théâtre de la Mode – Fashion Dolls: The Survival of Haute Couture (décembre 1990 – avril 1991)[18]
- 1991–1992 : Gala held, but no concurrent costume exhibition [37]
- 1992–1993 : Fashion and History: A Dialogue (en) (décembre 1992 – mars 1993)[18],[38]
- 1993–1994 : Diana Vreeland: Immoderate Style (décembre 1993 – mars 1994)[18],[39]
- 1994–1995 : Orientalism: Visions of the East in western dress (décembre 1994 – mars 1995)[18],[40],[41]
- 1995–1996 : Haute Couture (décembre 1995 – mars 1996)[18],[42]
- 1996–1997 : Christian Dior (décembre 1996 – mars 1997)[18],[43],[44]
- 1997–1998 : Gianni Versace (décembre 1997 – mars 1998)[18],[45],[46],[47]
- 1998–1999 : Cubism and Fashion (10 décembre 1998 – 14 mars 1999)[18],[48]
- 1999–2000 : Rock Style (9 décembre 1999 – 19 mars 2000)[18],[49]
- 2000–2001 : Pas d'exposition présentée [50]
- 2001 : Jacqueline Kennedy: The White House Years (1er mai – 29 juillet 2001)[18],[51]
- 2001–2002 : Pas d'exposition présentée [50]
- 2003 : Goddess: The Classical Mode (1er mai – 3 août 2003)[18],[52]
- 2004 : Dangerous Liaisons: Fashion and Furniture in the 18th Century (2 avril – 8 août 2004)[18],[53]
- 2005 : The House of Chanel (4 mai – 7 août 2005)[18],[54]
- 2005-2006 : Rara Avis: Selections from the Iris Barrel Apfel Collection (13 septembre 2005 – 22 janvier 2006)[55]
- 2006: AngloMania: Tradition and Transgression in British Fashion (en) (3 mai – 6 septembre 2006)[18],[56]
- 2007 : Poiret: King of Fashion (9 mai – 5 août 2007)[18],[57],[58]
- 2008 : Superheroes: Fashion and Fantasy (en) (7 mai – 1er septembre 2008)[18],[59],[60]
- 2009 : The Model as Muse: Embodying Fashion (en) (6 mai – 9 août 2009)[18],[61],[62],[63]
- 2010 : American Woman: Fashioning a National Identity (en) (5 mai – 10 août 2010)[18],[64],[65],[66]
- 2011 : Alexander McQueen: Savage Beauty (en) (4 mai – 7 août 2011)[18],[67],[68],[69]
- 2012 : Schiaparelli and Prada: Impossible Conversations (10 mai –19 août 2012)[70]
- 2013 : Punk: Chaos to Couture (9 mai – 14 août 2013)[71],[72]
- 2014 : Charles James: Beyond Fashion (8 mai – 10 août 2014)[73],[74],[75]
- 2014-2015 : Death Becomes Her: A Century of Mourning Attire (en) (21 octobre 2014 - 1er février 2015)[76]
- 2015 : China: Through the Looking Glass (en) • (7 mai – 7 septembre 2015)[77]
- 2015-2016 : Jacqueline de Ribes: The Art of Style (19 novembre 2015 - 21 février 2016)[78]
- 2016 : Manus x Machina: Fashion In An Age Of Technology (en) (5 mai - 5 septembre 2016) [79]
- 2016-2017: Masterworks: Unpacking Fashion (18 novembre 2016 - 5 février 2017)[80]
- 2017: Rei Kawakubo/Comme des Garçons: Art of the In-Between (4 mai - 4 septembre 2017)[81]
- 2018: Heavenly Bodies: Fashion and the Catholic Imagination (10 mai - 8 octobre 2018)[82]
- 2019:  Camp: Notes on Fashion (en) (8 mai - 9 septembre 2019)
- 2020: About Time: Fashion and Duration